# Eleições estaduais no Rio de Janeiro em 1990
As eleições estaduais no Rio de Janeiro em 1990 aconteceram em 3 de outubro como parte das eleições gerais em 26 estados e no Distrito Federal. Foram eleitos o governador Leonel Brizola, o vice-governador Nilo Batista e o senador Darcy Ribeiro, além de 46 deputados federais e 70 estaduais num pleito decidido em primeiro turno. Segundo a Constituição, o governador foi eleito para um mandato de quatro anos com início em 15 de março de 1991 sem direito a reeleição.
Natural de Carazinho, o engenheiro civil Leonel Brizola formou-se na Universidade Federal do Rio Grande do Sul em 1949. Filiado ao PTB desde 1945, elegeu-se deputado estadual em 1947 e 1950. Derrotado por Ildo Meneghetti na eleição para prefeito de Porto Alegre em 1951, afastou-se da lida parlamentar para assumir a Secretaria de Obras no governo Ernesto Dorneles e em 1954 foi eleito deputado federal. No ano seguinte venceu a eleição para a prefeitura da capital gaúcha e venceu a disputa pelo governo do Rio Grande do Sul em 1958. Cunhado de João Goulart, liderou a Campanha da Legalidade em favor da posse do mesmo como presidente da República após a renúncia de Jânio Quadros em 1961.
Transferiu seu domicílio eleitoral para a Guanabara e elegeu-se deputado federal pelo respectivo estado em 1962. Adversário do Regime Militar de 1964, foi cassado pelo Ato Institucional Número Um e partiu para o exílio no Uruguai até ser expulso do país, fixando-se entre os Estados Unidos e Portugal até sua volta ao Brasil em 1979 quando o presidente João Figueiredo sancionou Lei da Anistia. Derrotado por Ivete Vargas na disputa pela sigla do PTB, reuniu seus correligionários e fundou o PDT, legenda na qual elegeu-se governador do Rio de Janeiro em 1982 e foi candidato a presidente da República em 1989. Retornou ao governo fluminense em 1990, mas renunciou ao Palácio Guanabara meses antes da eleição presidencial de 1994.
Potiguar de Natal, o advogado Nilo Batista formou-se pela Universidade Federal de Juiz de Fora em 1966 e quatro anos depois tornou-se promotor de justiça na Guanabara. Professor da Universidade Candido Mendes e procurador de Justiça substituto no governo Chagas Freitas, trabalhou no escritório de advocacia de Heleno Fragoso e lecionou também na Pontifícia Universidade Católica do Rio de Janeiro. Mestre em Direito Penal pela Universidade Federal do Rio de Janeiro em 1978, tornou-se conselheiro e depois presidente da seccional fluminense da Ordem dos Advogados do Brasil e assessorou o conselho federal da mesma. Filiado ao PDT, foi nomeado secretário de Polícia Civil pelo governador Leonel Brizola em julho de 1986. Professor da Universidade do Estado do Rio de Janeiro, foi eleito vice-governador do estado em 1990 acumulando também o cargo de secretário da Justiça e interinamente o de secretário de Polícia Civil durante o segundo mandato de Leonel Brizola. Assumiu o governo do Rio de Janeiro em abril de 1994 quando o titular renunciou para candidatar-se a presidente da República.

## Resultado da eleição para governador
| Candidatos a governador do estado | Candidatos a vice-governador | Número | Coligação                                            | Votação   | Percentual |
| --------------------------------- | ---------------------------- | ------ | ---------------------------------------------------- | --------- | ---------- |
| Leonel Brizola PDT                | Nilo Batista PDT             | 12     | Povo Unido (PDT, PCdoB, PCB)                         | 3.521.206 | 60,88%     |
| Jorge Bittar PT                   | Antônio Houaiss PT           | 13     | Frente Popular (PT, PSB)                             | 1.040.227 | 17,98%     |
| Nelson Carneiro PMDB              | Rockfeller de Lima PFL       | 15     | Aliança Progressista (PMDB, PFL, PTB, PRN, PDS, PDC) | 782.325   | 13,53%     |
| Ronaldo Cezar Coelho PSDB         | Carlos Lessa PSDB            | 45     | PSDB (sem coligação)                                 | 440.377   | 7,61%      |
| Fontes:                           |                              |        |                                                      |           |            |

## Resultado da eleição para senador
| Candidatos a senador da República | Candidatos a suplente de senador                          | Número | Coligação                                            | Votação   | Percentual |
| --------------------------------- | --------------------------------------------------------- | ------ | ---------------------------------------------------- | --------- | ---------- |
| Darcy Ribeiro PDT                 | Doutel de Andrade PDT Abdias do Nascimento PDT            | 121    | Povo Unido (PDT, PCdoB, PCB)                         | 2.787.349 | 56,63%     |
| Técio Lins e Silva PSDB           | Gilberto Braga Machado PSDB Hildete Hermes de Araújo PSDB | 451    | PSDB (sem coligação)                                 | 1.200.885 | 24,40%     |
| Milton Temer PT                   | -                                                         | 131    | Frente Popular (PT, PSB)                             | 485.870   | 9,87%      |
| Francisco Amaral PMDB             | Álvaro Fernandes PTB Celso Peçanha PRN                    | 151    | Aliança Progressista (PMDB, PFL, PTB, PRN, PDS, PDC) | 372.022   | 7,56%      |
| Vicente Mattos PTdoB              | -                                                         | 701    | Frente Trabalhista Social Cristã (PTdoB, PSC)        | 76.198    | 1,55%      |
| Fontes:                           |                                                           |        |                                                      |           |            |

## Deputados federais eleitos
São relacionados os candidatos eleitos com informações complementares da Câmara dos Deputados.

Representação eleita
  PDT: 19
  PFL: 5
  PTB: 4
  PT: 3
  PDS: 2
  PL: 2
  PMDB: 2
  PRN: 2
  PDC: 2
  PCB: 1
  PTR: 1
  PSDB: 1
  PCdoB: 1
  PSB: 1

FonteːTSE
| Número  | Deputados federais eleitos | Partido | Votação | Percentual | Cidade onde nasceu      | Unidade federativa |
| 1274    | Cidinha Campos             | PDT     | 304.500 |            | São Paulo               | São Paulo          |
| 1157    | Amaral Netto               | PDS     | 134.313 |            | Niterói                 | Rio de Janeiro     |
| 1291    | César Maia                 | PDT     | 114.304 |            | Rio de Janeiro          | Rio de Janeiro     |
| 1411    | Fábio Raunheitti           | PTB     | 104.782 |            | Nova Iguaçu             | Rio de Janeiro     |
| 2323    | Sérgio Arouca              | PCB     | 87.724  |            | Ribeirão Preto          | São Paulo          |
| 1720    | Jair Bolsonaro             | PDC     | 67.041  |            | Glicério                | São Paulo          |
| 2512    | Sandra Cavalcanti          | PFL     | 62.741  |            | Belém                   | Pará               |
| 2525    | Simão Sessim               | PFL     | 60.013  |            | Rio de Janeiro          | Rio de Janeiro     |
| 1282    | Regina Gordilho            | PDT     | 53.767  |            | Salvador                | Bahia              |
| 1377    | Benedita da Silva          | PT      | 53.278  |            | Rio de Janeiro          | Rio de Janeiro     |
| 2828    | Paulo de Almeida           | PTR     | 52.282  |            | Rio de Janeiro          | Rio de Janeiro     |
| 1260    | José Vicente Brizola       | PDT     | 51.638  |            | Porto Alegre            | Rio Grande do Sul  |
| 1238    | Carlos Alberto Campista    | PDT     | 49.851  |            | Campos dos Goytacazes   | Rio de Janeiro     |
| 2510    | Francisco Dornelles        | PFL     | 49.754  |            | Belo Horizonte          | Minas Gerais       |
| 2290    | Álvaro Valle               | PL      | 49.449  |            | Rio de Janeiro          | Rio de Janeiro     |
| 1415    | João Mendes                | PTB     | 48.414  |            | Alagoa Grande           | Paraíba            |
| 1111    | Roberto Campos             | PDS     | 42.209  |            | Cuiabá                  | Mato Grosso        |
| 1406    | Aldir Cabral               | PTB     | 41.060  |            | Rio de Janeiro          | Rio de Janeiro     |
| 1722    | Francisco Silva            | PDC     | 40.721  |            | Cunha                   | São Paulo          |
| 1272    | José Carlos Coutinho       | PDT     | 37.932  |            | Taubaté                 | São Paulo          |
| 1222    | Miro Teixeira              | PDT     | 37.922  |            | Rio de Janeiro          | Rio de Janeiro     |
| 1576    | Wanda Reis                 | PMDB    | 37.172  |            | Rio de Janeiro          | Rio de Janeiro     |
| 1569    | Laprovita Vieira           | PMDB    | 35.062  |            | Vassouras               | Rio de Janeiro     |
| 3601    | Rubem Medina               | PRN     | 33.872  |            | Rio de Janeiro          | Rio de Janeiro     |
| 1489    | Roberto Jefferson          | PTB     | 33.846  |            | Petrópolis              | Rio de Janeiro     |
| 1265    | Luiz Salomão               | PDT     | 33.785  |            | Rio de Janeiro          | Rio de Janeiro     |
| 2502    | Arolde de Oliveira         | PFL     | 33.319  |            | São Luiz Gonzaga        | Rio Grande do Sul  |
| 2521    | Jorge Egídio               | PFL     | 33.039  |            | Itaperuna               | Rio de Janeiro     |
| 1289    | Sidney de Miguel           | PDT     | 33.031  |            | Araçatuba               | São Paulo          |
| 1212    | José Maurício              | PDT     | 29.670  |            | Campos dos Goytacazes   | Rio de Janeiro     |
| 4526    | Artur da Távola            | PSDB    | 28.660  |            | Rio de Janeiro          | Rio de Janeiro     |
| 1245    | Brandão Monteiro           | PDT     | 27.136  |            | Rosário                 | Maranhão           |
| 1287    | Vivaldo Barbosa            | PDT     | 26.930  |            | Manhumirim              | Minas Gerais       |
| 1209    | Bocaiuva Cunha             | PDT     | 25.220  |            | Rio de Janeiro          | Rio de Janeiro     |
| 6555    | Jandira Feghali            | PCdoB   | 25.070  |            | Curitiba                | Paraná             |
| 4040    | Jamil Haddad               | PSB     | 24.051  |            | Rio de Janeiro          | Rio de Janeiro     |
| 1390    | Vladimir Palmeira          | PT      | 23.833  |            | Maceió                  | Alagoas            |
| 1279    | Junot Abi-Ramia            | PDT     | 22.753  |            | Rio de Janeiro          | Rio de Janeiro     |
| 1292    | Fernando Lopes             | PDT     | 21.435  |            | Rio de Janeiro          | Rio de Janeiro     |
| 3611    | Flavio Palmier da Veiga    | PRN     | 21.192  |            | Niterói                 | Rio de Janeiro     |
| 1239    | Paulo Portugal             | PDT     | 21.167  |            | Bom Jesus do Itabapoana | Rio de Janeiro     |
| 1252    | Carlos Lupi                | PDT     | 20.504  |            | Campinas                | São Paulo          |
| 1299    | Sérgio Cury                | PDT     | 20.205  |            | Rio de Janeiro          | Rio de Janeiro     |
| 1262    | Márcia Cibilis Viana       | PDT     | 19.697  |            | Porto Alegre            | Rio Grande do Sul  |
| 2288    | Nelson Bornier             | PL      | 18.619  |            | Nova Iguaçu             | Rio de Janeiro     |
| 1301    | Carlos Santana             | PT      | 16.030  |            | Vila Velha              | Espírito Santo     |
| Fontes: |                            |         |         |            |                         |                    |

## Deputados estaduais eleitos
No Rio de Janeiro foram eleitos setenta (70) deputados estaduais.

Representação eleita
  PDT: 21
  PMDB: 9
  PT: 7
  PFL: 6
  PDC: 4
  PRN: 4
  PTB: 3
  PTR: 3
  PL: 3
  PSDB: 3
  PDS: 2
  PMN: 2
  PCB: 1
  PST: 1
  PNT: 1

FonteːTSE
| Número  | Deputados estaduais eleitos | Partido | Votação | Percentual | Cidade onde nasceu    | Unidade federativa  |
| 15108   | Albano Reis                 | PMDB    | 105.833 |            | Rio de Janeiro        | Rio de Janeiro      |
| 12245   | Marco Antônio Alencar       | PDT     | 48.521  |            |                       |                     |
| 12241   | Graça Matos                 | PDT     | 45.726  |            | Mimoso do Sul         | Espírito Santo      |
| 12112   | Eduardo Chuahy              | PDT     | 38.117  |            |                       |                     |
| 14143   | David Quindere              | PTB     | 37.361  |            |                       |                     |
| 15112   | Eraldo Macedo               | PMDB    | 35.932  |            |                       |                     |
| 12145   | Fernando Leite              | PDT     | 34.269  |            |                       |                     |
| 12120   | Aparecida Gama              | PDT     | 34.035  |            | Rio de Janeiro        | Rio de Janeiro      |
| 13170   | Carlos Minc                 | PT      | 33.305  |            | Rio de Janeiro        | Rio de Janeiro      |
| 25233   | José Guilherme Sivuca       | PFL     | 28.102  |            | Valença               | Bahia               |
| 14124   | Fernando Gonçalves          | PTB     | 27.615  |            | Nova Iguaçu           | Rio de Janeiro      |
| 12214   | Alberto Brizola             | PDT     | 27.268  |            | Triunfo               | Rio Grande do Sul   |
| 12228   | Cornélio Ribeiro            | PDT     | 25.869  |            | Carmo                 | Rio de Janeiro      |
| 15134   | Délio Leal                  | PMDB    | 24.844  |            | Paracambi             | Rio de Janeiro      |
| 15153   | Átila Nunes Filho           | PMDB    | 21.614  |            | Rio de Janeiro        | Rio de Janeiro      |
| 12101   | José Nader                  | PDT     | 21.336  |            | Bananal               | São Paulo           |
| 12212   | Alice Tamborindeguy         | PDT     | 21.274  |            | Rio de Janeiro        | Rio de Janeiro      |
| 12285   | Luiz Novaes                 | PDT     | 20.550  |            |                       |                     |
| 25198   | Farid Abrahão David         | PFL     | 20.475  |            | Nilópolis             | Rio de Janeiro      |
| 15181   | Luis Fernando Padilha       | PMDB    | 19.083  |            |                       |                     |
| 36247   | Alcides Fonseca             | PRN     | 16.913  |            |                       |                     |
| 25251   | Aparecida Boaventura        | PFL     | 16.883  |            |                       |                     |
| 15102   | Paulo Duque                 | PMDB    | 16.737  |            | Rio de Janeiro        | Rio de Janeiro      |
| 15165   | José Graciosa               | PMDB    | 16.302  |            | Valença               | Rio de Janeiro      |
| 28221   | Wanúbia de Carvalho         | PTR     | 16.252  |            |                       |                     |
| 13118   | Heloneida Studart           | PT      | 16.249  |            | Fortaleza             | Ceará               |
| 15150   | Pedro Fernandes             | PMDB    | 16.182  |            | Parelhas              | Rio Grande do Norte |
| 15117   | Jorge Leite                 | PMDB    | 16.132  |            | Rio de Janeiro        | Rio de Janeiro      |
| 25195   | Alexandre Cardoso           | PFL     | 15.683  |            | Duque de Caxias       | Rio de Janeiro      |
| 11158   | Hairson Monteiro            | PDS     | 15.059  |            |                       |                     |
| 12277   | Tito Ryff                   | PDT     | 15.054  |            |                       |                     |
| 25250   | José Cardoso Távora         | PFL     | 14.984  |            |                       |                     |
| 12282   | Luiz Henrique Lima          | PDT     | 14.891  |            |                       |                     |
| 17170   | Lamartine Santana           | PDC     | 14.654  |            |                       |                     |
| 17153   | José Cozzolino              | PDC     | 14.577  |            |                       |                     |
| 12159   | Jorge Picciani              | PDT     | 14.430  |            | Rio de Janeiro        | Rio de Janeiro      |
| 12264   | Paulo César Martins         | PDT     | 14.124  |            |                       |                     |
| 12165   | Carlos Correia              | PDT     | 13.674  |            |                       |                     |
| 25109   | Daisy Lúcidi                | PFL     | 13.300  |            | Rio de Janeiro        | Rio de Janeiro      |
| 22120   | Antônio Duarte              | PL      | 13.276  |            |                       |                     |
| 14156   | Manuel Rosa                 | PTB     | 13.098  |            |                       |                     |
| 23123   | Lúcia Souto                 | PCB     | 13.069  |            | Rio de Janeiro        | Rio de Janeiro      |
| 12200   | José Barbosa Porto          | PDT     | 13.005  |            |                       |                     |
| 12140   | Leôncio Vasconcelos         | PDT     | 12.992  |            | Tianguá               | Ceará               |
| 12162   | Luís Carlos Machado         | PDT     | 12.883  |            |                       |                     |
| 12129   | Adroaldo Peixoto            | PDT     | 12.416  |            | Leopoldina            | Minas Gerais        |
| 12130   | Aloísio Oliveira            | PDT     | 12.405  |            |                       |                     |
| 12226   | Palmir Silva                | PDT     | 12.121  |            |                       |                     |
| 17126   | Cadorna Cervo               | PDC     | 11.978  |            |                       |                     |
| 13131   | Rose Souza                  | PT      | 11.854  |            |                       |                     |
| 28178   | Emir Larangeira             | PTR     | 11.763  |            |                       |                     |
| 28259   | Adilmar Arcênio             | PTR     | 11.483  |            |                       |                     |
| 22130   | Antônio Francisco Neto      | PL      | 11.354  |            | Volta Redonda         | Rio de Janeiro      |
| 45277   | Sérgio Cabral Filho         | PSDB    | 11.349  |            | Rio de Janeiro        | Rio de Janeiro      |
| 13140   | Godofredo Pinto             | PT      | 10.866  |            | Campos dos Goytacazes | Rio de Janeiro      |
| 36118   | João Batista Cáffaro        | PRN     | 10.680  |            | Itaboraí              | Rio de Janeiro      |
| 17151   | Antônio de Carvalho         | PDC     | 10.148  |            | [ nota 12 ]           | Portugal            |
| 22133   | José Richard                | PL      | 10.035  |            |                       |                     |
| 36183   | Joaquim Tavares             | PRN     | 9.776   |            |                       |                     |
| 36149   | Barbosa Lemos               | PRN     | 9.054   |            |                       |                     |
| 45211   | Paulo Melo                  | PSDB    | 8.743   |            | Saquarema             | Rio de Janeiro      |
| 33333   | José Cláudio                | PMN     | 8.610   |            |                       |                     |
| 45113   | Wagner Siqueira             | PSDB    | 8.462   |            |                       |                     |
| 11120   | Aluizio de Castro           | PDS     | 8.350   |            |                       |                     |
| 33320   | Samuel Corrêa               | PMN     | 7.518   |            |                       |                     |
| 52111   | Alcides Ramos               | PST     | 7.284   |            |                       |                     |
| 13188   | Paulo Banana                | PT      | 7.217   |            |                       |                     |
| 13110   | José Valente                | PT      | 7.169   |            |                       |                     |
| 13133   | Marcelo Dias                | PT      | 6.739   |            |                       |                     |
| 67101   | Almir Rangel                | PNT     | 6.715   |            |                       |                     |
| Fontes: |                             |         |         |            |                       |                     |